# Conservatori Reial de Lieja
El Conservatori Reial de Lieja és un dels quatre centres d'ensenyament musical superior de la Comunitat Francesa de Bèlgica. També ofereix formació en dramatúrgia. Escola pública superior d'arts (ESA), el seu poder organitzador és l'Educació Valònia-Brussel·les.

## Història
El Conservatori Reial de Lieja troba els seus orígens a la Reial Escola de Música i Cant, fundada a Lieja el 1826 i oberta el 1827, que el 1830 es va convertir en el primer Conservatori Reial de Música de Bèlgica.
Un gran testimoni de l'arquitectura del segle XIX a Lieja, va ser dissenyat a partir de 1878 per Louis Boonen, un funcionari de la ciutat, després va ser assumit per Laurent Demany (1827-1898). Va ser inaugurat el 30 d'abril de 1887 després de més de cinquanta anys de denúncies a les autoritats. Dissenyat en un estil eclèctic combinant estils neo-renaixentistes i neo-Lluís XVI. La seva façana s'estén en una amplada de 46 m i s'estructura simètricament al voltant d'una façana central sortint.
El Conservatori ofereix formació de llarga durada, a un nivell superior no universitari, en música, a la seva ubicació a la Rue Forgeur, i en teatre, a la seva ubicació al "Quai Banning". També té una sala de concerts totalment renovada, anomenada "Salle philharmonique", situada al "Boulevard Piercot" i una rica biblioteca que acull, entre les seves obres més rares, obres de Thomas Babou i Nicolas de Saint-Hubert.
El Conservatori acull l'Escola Superior d'Actors de Cinema Teatre (ESACT).

## Personalitats vinculades al Conservatori
Directors

- 1827-1862: Joseph Daussoigne-Méhul
- 1862-1871: Étienne Soubre
- 1871-1872: Félix-Étienne Ledent (director interí després de la mort d'Étienne Soubre)
- 1872-1911: Jean-Théodore Radoux
- 1911-1925: Sylvain Dupuis
- 1925-1938: François Rasse
- 1938-1963: Fernand Quinet
- 1963-1976: Sylvain Vouillemin
- 1976-1986: Henri Pousseur
- 1986-2012: Bernard Dekaise (1950-2013)
- 2006-2008: François Thiry f.f.
- des de 2010: Nathanaël Harcq, director adjunt, secció de teatre i arts parlades
- 2012-2014: Steve Houben, director adjunt, responsable de l'àrea de música.
- des de 2014: Nathanaël Harcq, director, responsable de teatre i arts orals
- 2014-2019: Stéphane De May, director d'àrea, responsable de l'àrea de música
- 2020-2020: Patrick Davin †, director de música
- 2021-: Kathleen Coessens, directora del sector musical

## Professors i col·laboradors
| - Karen Aroutounian - Bruno Bacq - Maurice Barthélemy (musicòleg) - Patrick Baton - Maria Baranovska - Patrick Bebi - Françoise Bloch - Ève Bonfanti - Marie-Luce Bonfanti - Denis Bosse - Bruno Boterf - Guy Cabay - Sylvain Creuzevault - Jacques Delcuvellerie - Christine Delmotte - Jeanne Demessieux - Pol Deranne - Edouard Deru | - Benjamin Dieltjens - Alberto Di Lena - Richard Faymonville - Jean Ferrard - Michel Fourgon - Pierre Cox - Anne Froidebise - Julien Ghyoros - Isabelle Ghyselinx - Gilles Gobert - Olivier Gourmet - René Hainaux - Vincent Hepp, Violinista i violista belga - Steve Houben - Alain-Guy Jacob - Juliette Folville - Henri Koch - Henri-Emmanuel Koch (fills de Henri Koch) | - Philippe Koch (nét de Henri Koch) - Jérôme Lejeune - Rosario Macaluso - Jean-Marie Marchal - Armand Marsick - Nathalie Mauger - Nicolas Meeùs - Georges-Élie Octors - Francis Orval - Thomas Ostermeier - Désiré Pâque - Olivier Parfondry - Alain Pire - Richard Pieta - Françoise Ponthier - Jean-Marie Rens - Thomas Richards | - Raven Ruëll - Frederic Rzewski - Céline Scheen - Hubert Schoonbroodt - Mathias Simons - Nicole Shirer - François Thiry - César Thomson - Isabelle Urbain - José van Dam - Jean-Michel Van den Eeden - Frédéric van Rossum - Pietro Varrasso - Jos Verbist - Boyan Vodenitcharov - Jacqueline Wankenne - Pierre-Henri Xuereb |

## Alumnes
| - Georges Antoine - Bruno Bacq - Luc Baiwir - Jean-Michel Balthazar - Philippe Boesmans - Adélard Joseph Boucher - François Boucher - Patrick Brüll - Godefroid Camauër - Marie Cantagrill - Fabrizio Cassol - Christian Crahay - Jean-Luc Couchard - Patrick Davin | - Jean-Marc Delhausse - Philippe Derlet - Gaston Dethier - Berthe di Vito-Delvaux - Camille Everardi - Bernard Foccroulle - César Franck - Vincent Goffin - Daniel Hakier - Fanny Heldy - Murielle Hobe - Frantz Jehin-Prume - Sophie Karthäuser - Emanuel Koch | - Philippe Koch - Laurence Koch (fille de Philippe Koch) - Pierre Kolp - Marc Laho - Claude Ledoux - Josiane Lennertz - Manu Louis - Rosario Macaluso - Alfred Mahy - Alec Mansion - Alexandra Marotta - Fabrice Murgia - Francis Orval - Françoise Palizeul | - Philippe Peters - Armand Richelet - José Rodriguès - Jean Rogister - Adolphe Samuel - Catherine Struys - Pierre Thimus - Jacques Ubaghs - Marie-Laure Vrancken - Victor Vreuls - Eugène Ysaÿe - Théo Ysaÿe - André Rieu - Sonny Lamson |

## Producció
L'any 2006, en col·laboració amb la província de Lieja, el Conservatori Reial de Lieja va editar un CD4 de 13 títols d'algunes de les produccions de les classes, tant de composició com de cant, música de cambra o orquestral. Hi trobem entre d'altres Manuel de Falla, Maurice Ravel, Giacomo Puccini, però també rock de cambra (taller conservatori) o Astor Piazzolla i Giacinto Scelsi...

## Rodatge
El conservatori ha servit d'escenari per a diverses pel·lícules:
- 2012: Des gens qui s'embrassent , de Danièle Thompson[4]
- 2012: Belle du Seigneur, de Glenio Bonder[5]